# Cedro-de-espanha
Juniperus oxycedrus, conhecido pelo nome vulgar de cedro-de-espanha, cade, oxicedro ou zimbro-bravo é uma espécie de zimbro, muito variável morfologicamente, formando mato disperso, de 2 a 3 metros de altura ou na forma de pequenas árvores erectas de 10 a 15 m de altura. Distribui-se pela região Mediterrânica, de Marrocos e Portugal até ao sul de França. Estende-se a oriente até ao Irão ocidental e a sul até Israel, habitando locais diversos, geralmente rochosos de altitudes que variam do nível médio da água do mar até 1600 m de altitude.
Em Portugal, ainda que se apresente cada vez mais raro em determinados locais, é frequente no nordeste, centro norte e centro leste do país.
É uma árvore com folhas aciculares (forma de agulha), ternadas (em grupos de três, ao longo do caule), verdes, de 5–20 mm de comprimento e  1–2 mm de largura, com uma faixa estomática dupla na página superior. A casca (ritidoma) é acastanhada. É, geralmente, uma planta dioica, existindo, portanto, espécimes macho e fêmea. As frutificações, com as sementes, são semelhantes a bagas (gálbulos) que em 18 meses passam do verde para um revestimento encerado cor-de-rosa ou vermelho-escuro purpúreo. Os gálbulos são esféricos, com 7 a 12 mm de diâmetro e com três ou seis escamas, três das quais com uma única semente. As sementes são dispersas pelas aves que se alimentam dos gálbulos. As inflorescências masculinas são amarelas, de 2 a 3 mm de comprimento, caindo depois de libertarem o pólen, entre Fevereiro e Março.
Como seria de esperar devido à sua vasta distribuição, é uma espécie muito variável. Em estudos recentes, Adams  dividiu-a a espécie em três:
- Juniperus oxycedrus L. - Oxicedro ocidental. Nativo do sudoeste da Europa, no leste de Portugal e Espanha até ao sul de França, noroeste de Itália, Córsega e Sardenha; noroeste africano, do leste de Marrocos até à Tunísia. Folhas longas (10 a 20 mm), com base estreita, gálbulos lisos.
- Juniperus navicularis Gand. (ou J. oxycedrus subsp. transtagana) - Oxicedro português . Nativo do sudoeste litoral português. Folhas curtas (5–12 mm); gálbulos lisos.
- Juniperus deltoides R.P.Adams - Oxicedro oriental. Nativo da Itália centro-leste até ao Irão e Israel. Folhas longas (10–20 mm), de base larga; gálbulos com arestas salientes nas escamas componentes.

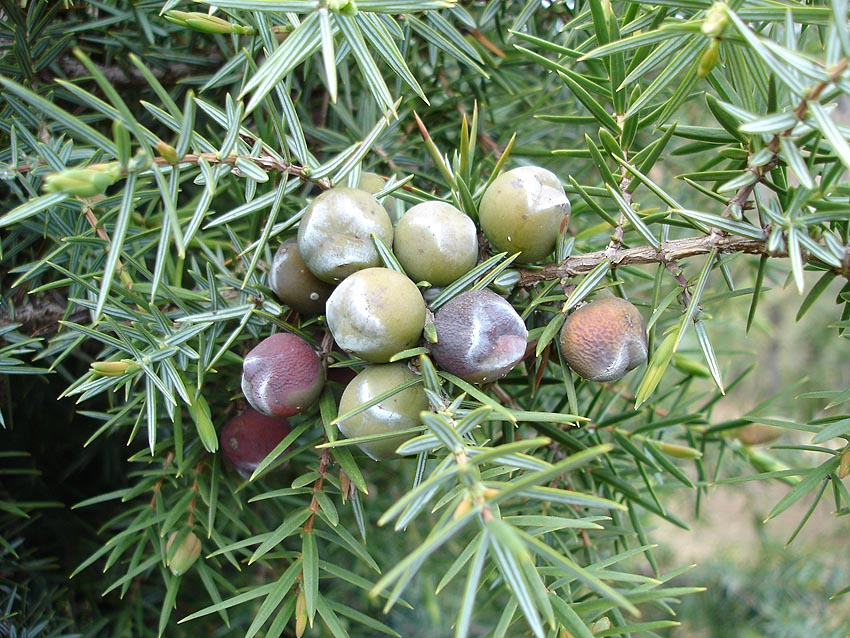
Folhas e frutificações de Juniperus oxycedrus

Outra espécie, Juniperus macrocarpa, confinada às areias costeiras do Mediterrâneo, tem características ainda mais distintas, mas tem sido referida como uma subespécie de oxicedro, recebendo o nome de J. oxycedrus subsp. macrocarpa. Difere nas suas folhas mais largas, de 2 a 3 mm de largura, e gálbulos de maiores dimensões, chegando aos 12 a 18 mm de diâmetro.
Outras espécies relacionadas incluem o Juniperus brevifolia, nos Açores, Juniperus cedrus, nas Ilhas Canárias e o Juniperus formosana no oriente asiático.
O óleo de cade é o óleo que se obtém através da destilação da sua madeira. Escuro, com um forte aroma a alcatrão, é um componente tradicional de alguns cosméticos.
A madeira é apreciada para a produção de móveis, já que se apresenta particularmente duradoura e aromática.